# Campeonato Mundial de Natação em Piscina Curta de 2016 - 400 m medley masculino
A prova dos 400 metros nado medley masculino do Campeonato Mundial de Natação em Piscina Curta de 2016 foi disputado no dia 10 de dezembro no Centro WFCU em Windsor, Canadá.

## Recordes
Antes desta competição, os recordes mundiais e do campeonato nesta prova eram os seguintes:
|                       | Nome        | Nacionalidade  | Tempo   | Local | Data                   |
| --------------------- | ----------- | -------------- | ------- | ----- | ---------------------- |
| Recorde mundial       | Ryan Lochte | Estados Unidos | 3:55.50 | Dubai | 16 de dezembro de 2010 |
| Recorde do campeonato | Ryan Lochte | Estados Unidos | 3:55.50 | Dubai | 16 de dezembro de 2010 |

## Medalhistas
| Ouro             | Prata                | Bronze                |
| Daiya Seto (JPN) | Max Litchfield (GBR) | Dávid Verrasztó (HUN) |

## Resultados

### Eliminatórias
As eliminatórias ocorreram dia 10 de dezembro com um total de 47 nadadores.  
| Colocação | Bateria | Raia | Nome                   | Nacionalidade        | Tempo     | Notas            |
| --------- | ------- | ---- | ---------------------- | -------------------- | --------- | ---------------- |
| 1.        | 3       | 5    | Max Litchfield         | Reino Unido          | 4:03,56   | Q                |
| 2.        | 5       | 4    | Dávid Verrasztó        | Hungria              | 4:04,08   | Q                |
| 3.        | 5       | 6    | Josh Prenot            | Estados Unidos       | 4:04,43   | Q                |
| 4.        | 5       | 8    | Abrahm DeVine          | Estados Unidos       | 4:04,64   | Q                |
| 5.        | 5       | 5    | Gergely Gyurta         | Hungria              | 4:04,88   | Q                |
| 6.        | 4       | 4    | Daiya Seto             | Japão                | 4:05,00   | Q                |
| 7.        | 4       | 2    | Takeharu Fujimori      | Japão                | 4:05,83   | Q                |
| 8.        | 1       | 7    | Mark Szaranek          | Reino Unido          | 4:06,07   | Q                |
| 9.        | 4       | 3    | Brandonn Almeida       | Brasil               | 4:06,09   |                  |
| 10.       | 5       | 3    | Richárd Nagy           | Eslováquia           | 4:07,19   |                  |
| 11.       | 4       | 1    | Joan Lluís Pons        | Espanha              | 4:08,01   |                  |
| 12.       | 5       | 2    | Clyde Lewis            | Austrália            | 4:08,52   |                  |
| 13.       | 4       | 7    | Jérémy Desplanches     | Suíça                | 4:09,38   |                  |
| 14.       | 1       | 2    | Jakub Maly             | Áustria              | 4:09,46   |                  |
| 15.       | 4       | 9    | Mao Feilian            | China                | 4:09,63   |                  |
| 16.       | 3       | 3    | Tomas Peribonio Avila  | Equador              | 4:10,27   | Recorde nacional |
| 17.       | 5       | 0    | Pavel Janeček          | Chéquia              | 4:10,96   |                  |
| 18.       | 3       | 4    | João Vital             | Portugal             | 4:11,80   |                  |
| 19.       | 4       | 0    | Diogo Carvalho         | Portugal             | 4:11,92   |                  |
| 20.       | 2       | 4    | Neil Fair              | África do Sul        | 4:12,00   |                  |
| 21.       | 3       | 2    | Tristan Cote           | Canadá               | 4:12,73   |                  |
| 22.       | 4       | 8    | Adam Paulsson          | Suécia               | 4:13,96   |                  |
| 23.       | 5       | 7    | Dmitrij Gorbunow       | Rússia               | 4:14,59   |                  |
| 24.       | 5       | 9    | Jonathan Gomez         | Colômbia             | 4:14,80   |                  |
| 25.       | 3       | 7    | Luke Reilly            | Canadá               | 4:15,58   |                  |
| 26.       | 2       | 7    | Jarod Arroyo           | Porto Rico           | 4:20,12   |                  |
| 27.       | 2       | 3    | Wen Ren-hau            | Taipé Chinesa        | 4:20,26   |                  |
| 28.       | 2       | 2    | Matias Lopez           | Paraguai             | 4:21,56   |                  |
| 29.       | 3       | 8    | Eben Vorster           | África do Sul        | 4:23,19   |                  |
| 30.       | 3       | 0    | Luis Vega Torres       | Cuba                 | 4:23,65   |                  |
| 31.       | 3       | 9    | Esteban Araya          | Costa Rica           | 4:25,00   |                  |
| 32.       | 2       | 5    | Felipe Quiroz Uteau    | Chile                | 4:25,14   |                  |
| 33.       | 3       | 1    | Yeziel Morales Miranda | Porto Rico           | 4:25,79   |                  |
| 34.       | 2       | 1    | Lin Sizhuang           | Macau                | 4:28,91   |                  |
| 35.       | 1       | 1    | Akaki Vashakidze       | Geórgia              | 4:30,97   |                  |
| 36.       | 1       | 4    | Alberto Batungbacal    | Filipinas            | 4:32,74   |                  |
| 37.       | 2       | 0    | Brandon Schuster       | Samoa                | 4:32,78   |                  |
| 38.       | 2       | 8    | Colin Bensadon         | Gibraltar            | 4:35,97   |                  |
| 39.       | 1       | 5    | Russell Brown          | Costa Rica           | 4:42,45   |                  |
| 40.       | 1       | 3    | Carlos Vasquez         | Honduras             | 5:02,23   |                  |
| 41. !     | 2       | 6    | Lâm Quang Nhật         | Vietname             | 9:99,99 ! | DNS              |
| 41. !     | 3       | 6    | Pang Sheng Jun         | Singapura            | 9:99,99 ! | DNS              |
| 41. !     | 4       | 5    | Philip Heintz          | Alemanha             | 9:99,99 ! | DNS              |
| 41. !     | 5       | 1    | Wang Shun              | China                | 9:99,99 ! | DNS              |
| 41. !     | 1       | 6    | Tommy Imazu            | Guam                 | 9:99,99 ! | DSQ              |
| 41. !     | 2       | 9    | Brandon Vives          | República Dominicana | 9:99,99 ! | DSQ              |
| 41. !     | 4       | 6    | Daniił Pasynkow        | Rússia               | 9:99,99 ! | DSQ              |

### Final
A final teve sua disputa realizada em 10 de dezembro. 
| Colocação         | Raia | Nome              | Nacionalidade  | Tempo   | Notas            |
| ----------------- | ---- | ----------------- | -------------- | ------- | ---------------- |
| Medalha de ouro   | 7    | Daiya Seto        | Japão          | 3:59,24 |                  |
| Medalha de prata  | 4    | Max Litchfield    | Reino Unido    | 4:00,66 | Recorde nacional |
| Medalha de bronze | 5    | Dávid Verrasztó   | Hungria        | 4:01,56 |                  |
| 4.                | 3    | Josh Prenot       | Estados Unidos | 4:01,94 |                  |
| 5.                | 8    | Mark Szaranek     | Reino Unido    | 4:04,57 |                  |
| 6.                | 2    | Gergely Gyurta    | Hungria        | 4:04,89 |                  |
| 7.                | 1    | Takeharu Fujimori | Japão          | 4:04,90 |                  |
| 8.                | 6    | Abrahm DeVine     | Estados Unidos | 4:06,02 |                  |

Legenda
| Recorde mundial       | Recorde mundial (World record)               |                       | Recorde africano                      | Recorde africano (African) |                                           | Q | Classificado por posição (Qualified) |
| Recorde do campeonato | Recorde do campeonato (Championship record)  | Recorde da América    | Recorde da América (Americas)         | q                          | Classificado por melhor tempo (Qualified) |   |                                      |
| Melhor marca do ano   | Melhor marca do ano (World leading)          | Recorde asiático      | Recorde asiático (Asian)              | DNS                        | Não largou (Did not start)                |   |                                      |
| Recorde nacional      | Recorde nacional (National record)           | Recorde europeu       | Recorde europeu (European)            | DNF                        | Não terminou (Did not finish)             |   |                                      |
| Recorde pessoal       | Recorde pessoal do atleta (Personal best)    | Recorde da Oceania    | Recorde da Oceania (Oceania)          | DSQ / DQ                   | Desclassificado (Disqualified)            |   |                                      |
| Recorde da temporada  | Recorde da temporada do atleta (Season best) | Recorde sul-americano | Recorde sul-americano (South America) | NM                         | Sem marca (No mark)                       |   |                                      |